# Amici del Vento
Gli Amici del Vento sono stati un gruppo musicale italiano, tra i fondatori della musica alternativa di destra. Il gruppo esordì a Torino ma fece in seguito riferimento principalmente all’ambiente neofascista di Milano.

## Storia del gruppo

### L'inizio

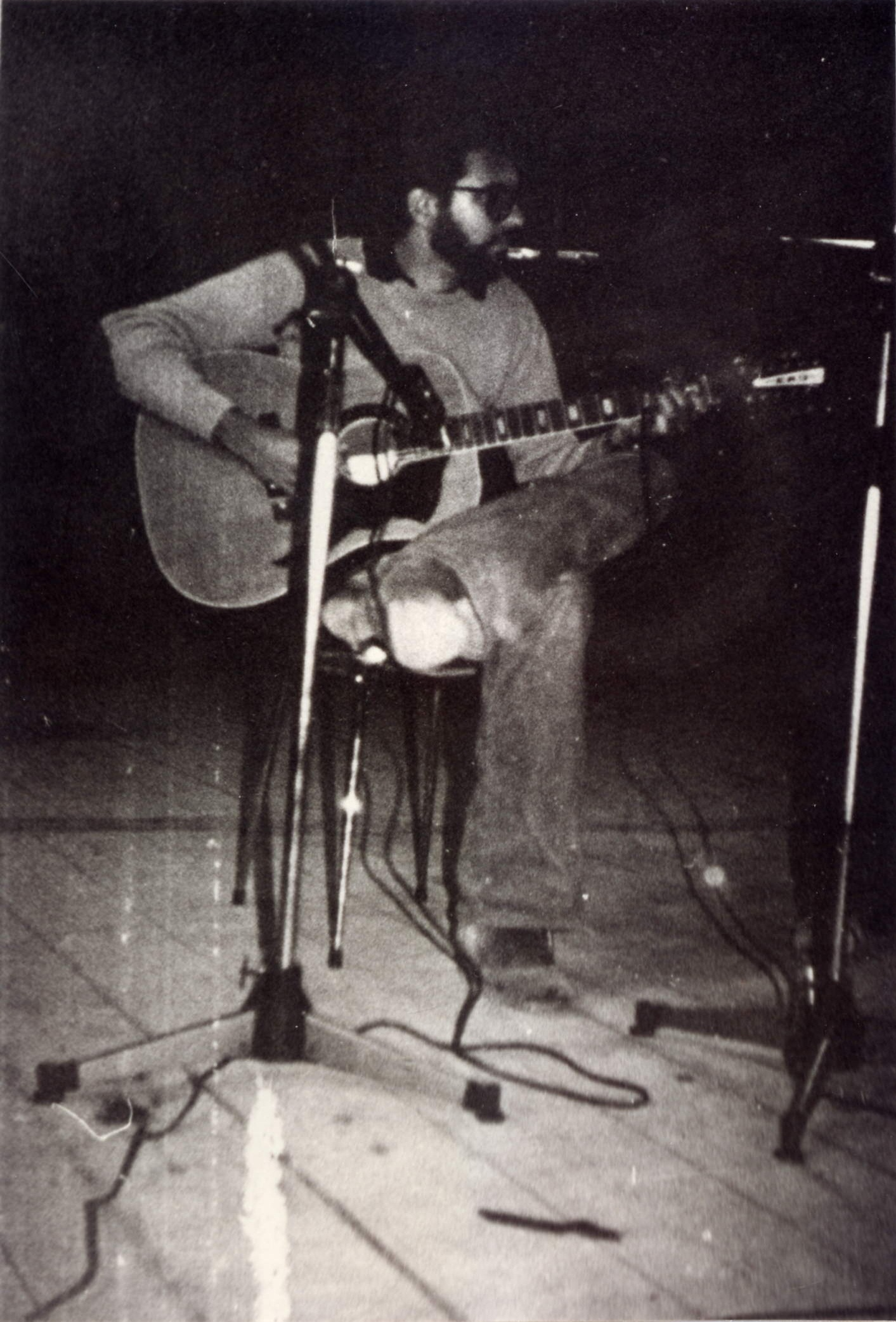
Carlo Venturino al Campo Hobbit I

Gli Amici del Vento sorsero come gruppo nell'anno 1975 su iniziativa di Carlo Venturino, all'epoca militante neofascista e studente di medicina (autore di alcuni brani suonati con gli amici tra i quali Noi, Vecchi amici, Trama nera, e di Nel suo nome, scritto a seguito dell'omicidio di Miki Mantakas), Cristina Constantinescu, sua fidanzata e cantante, il fratello Marco Venturino alla seconda chitarra e Guido Giraudo dirigente del FUAN milanese, come presentatore. Le loro canzoni cominciarono a diffondersi tra i giovani di destra e così il gruppo tenne i primi concerti. Nel 1976 l'esordio a Roma, in uno storico concerto al Teatro delle Muse, organizzato dal gruppo femminista "di destra" Éowyn. Il manifesto serigrafato che pubblicizzava il concerto, fu disegnato da Flavia Perina. È del 1977, incisa con mezzi assolutamente non professionali la prima audiocassetta Trama nera.

### Il periodo di massima attività
Seguì un periodo di maggiore attività con partecipazioni a concerti e manifestazioni. Vennero incise nuove canzoni, tra cui quella che dà il titolo alla seconda audiocassetta, Girotondo. Sempre nel 1977 si aggiunse al gruppo anche il fratello di Cristina, Fabio, alla chitarra. L'ultimo scorcio degli anni settanta vide anche la nascita dei Campi Hobbit, i raduni nazionali organizzati dai giovani del Movimento Sociale Italiano, ai quali parteciparono i cantanti e le band di musica alternativa del tempo, dove gli Amici del Vento riscossero un ampio successo. Dopo pochi anni, però, la diminuzione delle tensioni politiche e gli impegni di lavoro dei fratelli Venturino fecero affievolire l'attività del gruppo, che si ridusse: vennero scritte nuove canzoni come Scudiero e Patria senza essere pubblicate. Una caratteristica riconosciuta al gruppo da Stefano Pivato, oltre al suo schieramento politico, è il richiamo alla mitologia e alle leggende modioevali nord-europee.

### La morte di Carlo e la fine del gruppo

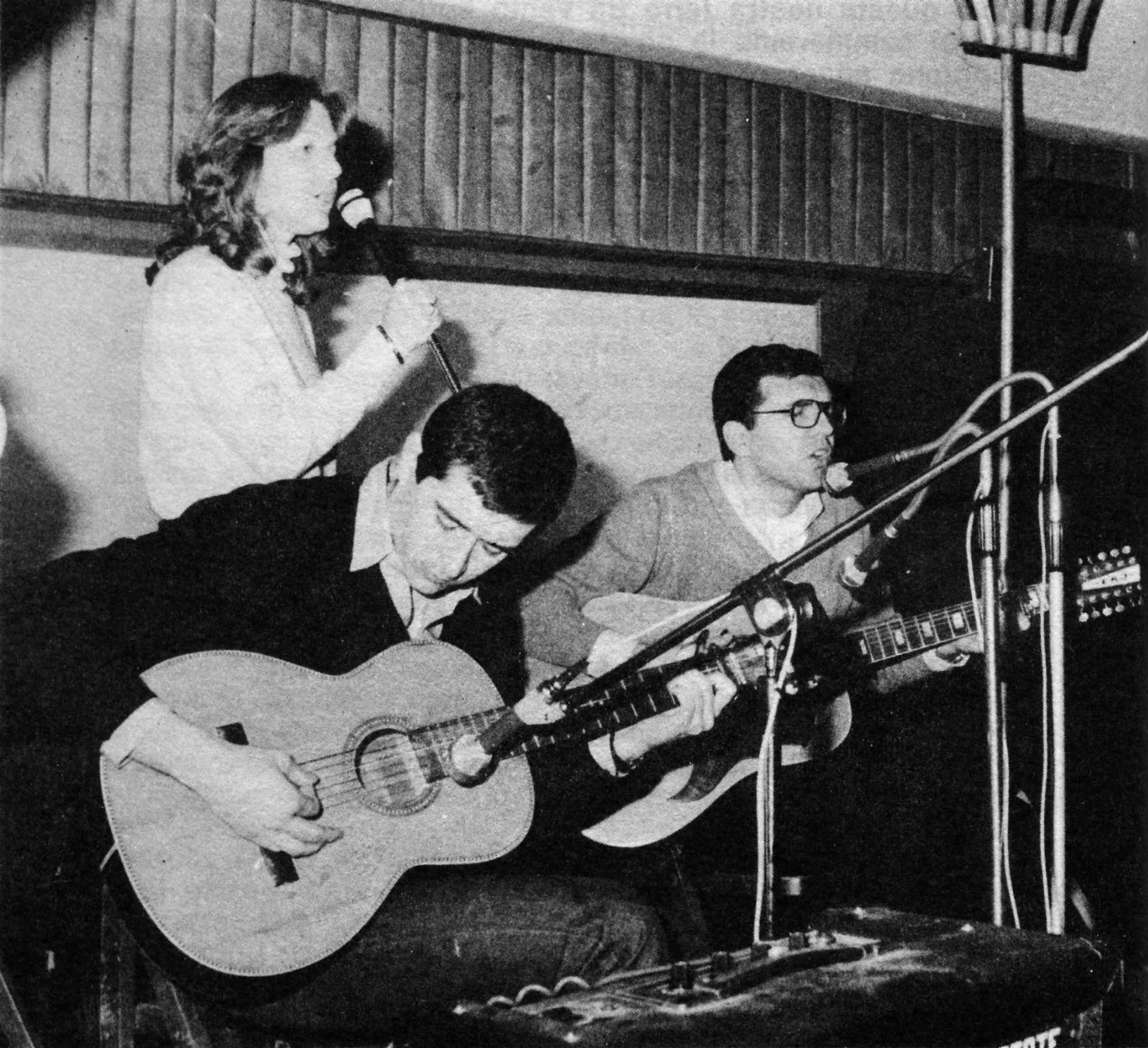
Gli Amici del Vento nel concerto "Musica per la Libertà" a Roma, 22 febbraio 1981

L'ultimo concerto di Carlo fu nel 1983 all'Associazione Nazionale Paracadutisti di Milano, tenutosi in memoria di due parà deceduti. Poche settimane dopo, il 27 dicembre, il fondatore del gruppo morì in un incidente di moto. Si persero le tracce dei restanti membri per tre anni, quando il fratello Marco Venturino, oggi affermato medico e primario ospedaliero e scrittore (i suoi tre romanzi sono stati pubblicati dalla Mondadori), decise di tenere un concerto a Milano in ricordo del fratello scomparso. Vennero scritte nuove canzoni e pubblicate quelle inedite di Carlo, riunite in una terza musicassetta: Vecchio ribelle, del 1993; i concerti ripresero, anche se non intensi come una volta, insieme ad altri gruppi dell’area neofascista. Nel 1996 uscì anche il primo CD, intitolato Progressista Rap, inciso con mezzi professionali. Poco alla volta tutti i membri del gruppo originale abbandonarono, Fabio tentò la carriera da solista. Rimase solo Marco che ingaggiò altri membri, la loro ultima esibizione pubblica fu del 1997, al concerto del ventennale della nascita della musica alternativa, organizzato con il patrocino degli assessorati alla cultura della Regione Lombardia e del comune di Monza e considerato da alcuni come l'avvio di uno sdoganamento della musica alternativa di destra al difuori del ristretto gruppo dei militanti.. L'esibizione venne  incisa l'anno seguente su doppio CD intitolato proprio Concerto del Ventennale.
Il gruppo si è riunito nuovamente il 2 maggio 2010  per un concerto nell'ambito della Giornata per Sergio Ramelli al Lido di Milano. mentre Giraudo ha pubblicato un ultimo CD intitolato appunto Opera Omnia. Per decenni dopo la fine dell'attività del gruppo alcune delle sue canzoni sono state assunte come inni dai militanti di destra sociale italiani.
Il 16 dicembre 2013 un concerto in memoria del fondatore del gruppo Carlo Venturino, previsto inizialmente a Milano presso il teatro Manzoni di proprietà Fininvest, venne spostato dopo una segnalazione dell'"Osservatorio democratico" alla più periferica discoteca Madison, in zona viale Certosa.

## Discografia

### Trama nera (1977)
Lato A
1. Noi – 3:13 (Carlo Venturino)
2. Vecchi amici – 2:34 (Carlo Venturino)
3. Lettera a un bambino buttato via – 3:31 (Carlo Venturino)
4. Fior tra i capelli – 2:18 (Alberto Clivati – Carlo Venturino)
5. La ballata del compagno – 5:21 (Carlo Venturino)
6. Nel suo nome – 2:23 (Carlo Venturino)

Durata totale: 19:20
Lato B
1. Incontro – 3:14 (Carlo Venturino – Marco Venturino)
2. Camice bianco – 3:26 (Carlo Venturino)
3. Dedicata ad una margherita nata su un muro di un carcere – 3:04 (Carlo Venturino)
4. Amici miei – 3:52 (Carlo Venturino)
5. Trama nera – 4:57 (Carlo Venturino)

Durata totale: 18:33

### Girotondo (1978)
Lato A
1. Ritorno – 2:40 (Carlo Venturino)
2. Girotondo – 3:53 (Carlo Venturino – Marco Venturino)
3. Tre storie – 3:23 (Carlo Venturino)
4. Giornalista di regime – 4:27 (Marco Venturino)
5. La luna e il cavaliere del sole – 2:42 (Carlo Venturino)
6. Canto di galera – 3:00 (Carlo Venturino)

Durata totale: 20:05
Lato B
1. Angioletto – 5:50 (Marco Venturino)
2. Saigon – 3:14 (Carlo Venturino)
3. Franco tiratore – 2:30 (Alberto Clivati – Carlo Venturino)
4. Forchette nazionali – 2:57 (Marco Venturino)
5. Non parlare – 2:18 (Carlo Venturino)
6. Amici del vento – 3:20 (Carlo Venturino)

Durata totale: 20:09

### Vecchio ribelle (1993)
Lato A
1. Scudiero – 3:24 (Marco Venturino – Carlo Venturino)
2. Il nostro tempo – 2:15 (Carlo Venturino)
3. Patria – 2:58 (Marco Venturino – Carlo Venturino)
4. Droga – 2:39 (Marco Venturino – Carlo Venturino)
5. Vecchio ribelle – 6:14 (Marco Venturino)

Durata totale: 17:30
Lato B
1. Andare via – 4:26 (Marco Venturino)
2. Afghanistan – 3:39 (Carlo Venturino)
3. Anni '70 – 5:00 (Marco Venturino)
4. A Carlo – 4:50 (Marco Venturino)

Durata totale: 17:55

### Progressista Rap (1996)
1. Progressista Rap – 4:32 (Marco Venturino)
2. Berlino – 3:15 (Marco Venturino)
3. Lettera ad un ragazzo della classe '80 – 2:50 (Guido Giraudo – Marco Venturino)
4. Ritorno – 2:58 (Carlo Venturino)
5. Droga – 2:58 (Carlo Venturino)
6. L'identità – 6:10 (Marco Venturino)
7. Amici del vento – 3:41 (Carlo Venturino)
8. Anni '70 – 4:43 (Marco Venturino)
9. Gatto nero – 4:01 (Guido Giraudo – Marco Venturino)
10. Vecchio ribelle – 6:12 (Marco Venturino)
11. Rivolta – 4:03 (Marco Venturino)

Durata totale: 45:23

### Concerto del Ventennale (solo tracce degli Amici del Vento) (1997)

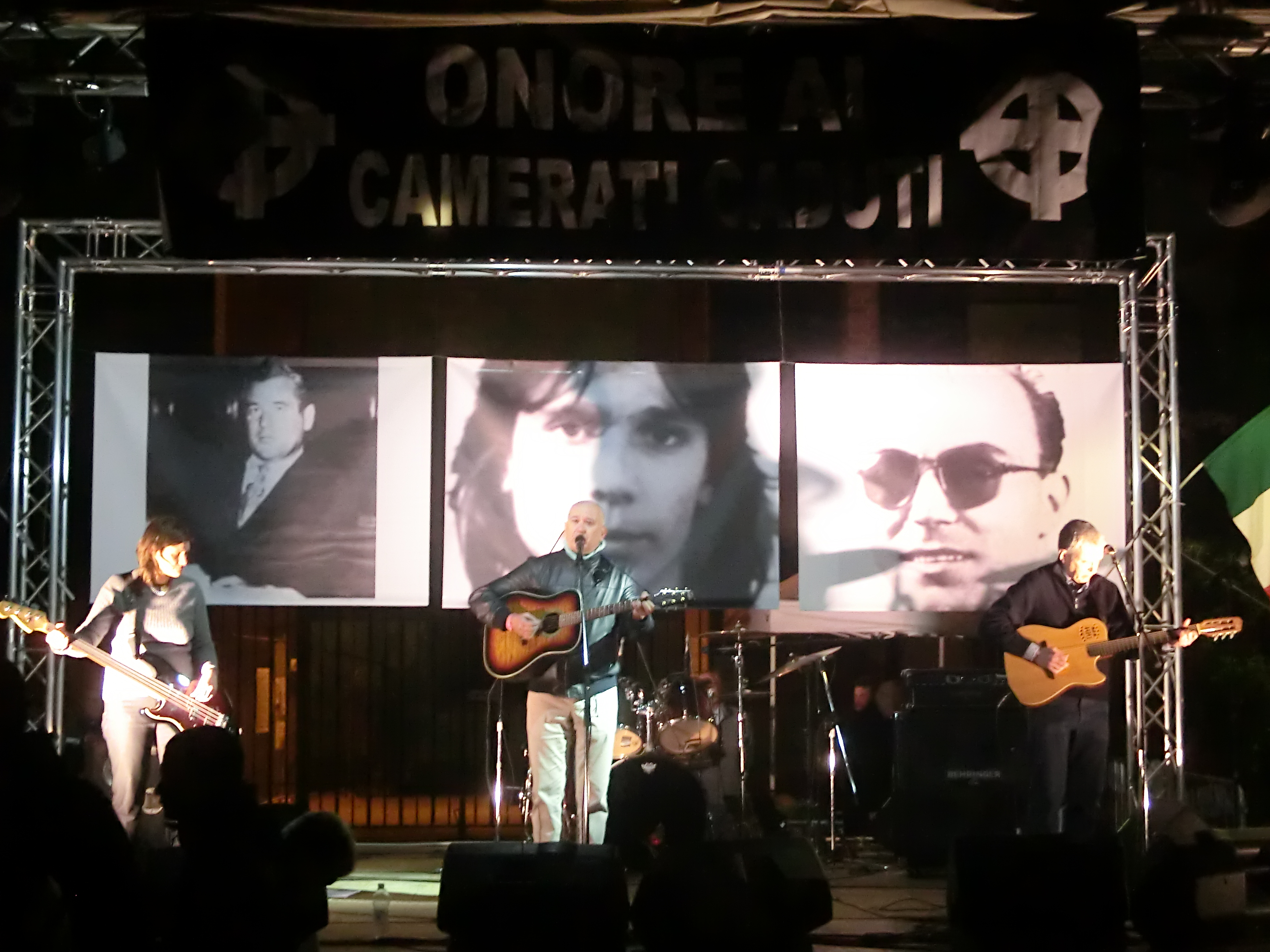
Gli Amici del Vento il 29 aprile 2015 nel concerto del quarantennale in ricordo di Sergio Ramelli

1. Anni Settanta
2. Nel suo nome
3. Incontro
4. Progressista Rap
5. Vecchio ribelle
6. L'identità
7. Rivolta
8. Lettera
9. Berlino
10. Il nostro tempo
11. Saigon
12. Vecchi amici
13. Afghanistan
14. Nar
15. Canto di galera
16. Ritorno
17. Essere normale
18. Notti avvelenate
19. Amici del Vento
20. Gatto nero

### Tributo a Carlo (2003)
1. A Carlo
2. Noi
3. Nel suo nome
4. Vecchi amici
5. Ritorno
6. Anni '70
7. Piccolo Attila
8. Canti assassini
9. Un uomo da perdere
10. Progressista rap
11. L'identità
12. Essere normale
13. Nar
14. Gatto nero
15. Amici del Vento